# عدد استانتون
عدد استانتون (به انگلیسی: Stanton number) معروف به عدد نوسلت اصلاح شده یک عدد بدون بعد بوده که نشان دهندهٔ نسبت شار گرمایی جابجایی سیال به ظرفیت گرمایی آن است. این عدد که با نماد St یا CH نشان داده می‌شود به افتخار مهندس بریتانیایی توماس ادوارد استانتون (به انگلیسی: Thomas Edward Stanton) نامگذاری شده است.

## رابطه
{\displaystyle \mathrm {St} ={\frac {h}{c_{p}\rho V}}}
که در این رابطه:
- h = ضریب جابجایی گرمایی
- {\displaystyle \rho } = چگالی سیال
- cp = ظرفیت گرمایی سیال
- V = سرعت برداری سیال

همچنین می‌توان این عدد را از رابطهٔ عدد ناسلت، عدد پرنتل و عدد رینولدز سیال به دست آورد:
{\displaystyle \mathrm {St} ={\frac {\mathrm {Nu} }{\mathrm {Re} \cdot \mathrm {Pr} }}}
که در این رابطه:
- Nu = عدد ناسلت
- Re = عدد رینولدز
- Pr = عدد پرنتل

به طور مشابه می‌توان عدد استانتون را در انتقال جرم نیز تعریف کرد:
{\displaystyle \mathrm {St_{D}} ={\frac {\mathrm {Sh} }{\mathrm {Re} \cdot \mathrm {Sc} }}}
در این رابطه:
- StD= عدد استانتون در انتقال جرم
- Sh = عدد شروود
- Re = عدد رینولدز
- Sc = عدد اشمیت